# SV Darmstadt 98/Saison 2014/15
Die Saison 2014/15 des SV Darmstadt 98 war die 117. Saison in der Vereinsgeschichte. Nach dem Aufstieg aus der 3. Liga 2013/14 gelang, trotz des kleinsten Kaders und des geringsten Etats in der 2. Bundesliga 2014/15, der direkte Durchmarsch in die 1. Bundesliga 2015/16.
Unter Trainer Dirk Schuster spielte die Mannschaft eine sehr gute Saison und belegte letztlich sehr überraschend den zweiten Tabellenplatz, als man bis zum letzten Spieltag das tabellarische Fernduell gegen den Karlsruher SC und den 1. FC Kaiserslautern offen hielt. Im DFB-Pokal 2014/15 schied man in der 1. Runde gegen den Erstligisten und späteren Pokalsieger VfL Wolfsburg aus.

## Verlauf der Saison

### Personalveränderungen und Saisonvorbereitung
Rund ein Jahr nachdem der SV Darmstadt 98 sportlich eigentlich in die viertklassige Regionalliga abgestiegen war, konnte nun mit dem Großteil dieser Mannschaft für die 2. Bundesliga 2014/15 geplant werden. Die spannende und furiose Relegation am Ende der letzten Saison wurde national auch unparteiisch mit großer Begeisterung verfolgt und die Lilien fortan regional deutlich positiver wahrgenommen. Das Chemie- und Pharmaunternehmen Merck stieg als Namenssponsor der Darmstädter Spielstätte ein, sodass das Stadion am Böllenfalltor offiziell in Merck-Stadion am Böllenfalltor umbenannt wurde.
Als Aufsteiger hatte der SV Darmstadt 98 jedoch den kleinsten Kader und den geringsten Etat dieser Zweitligasaison. Drittligastammspieler wie Kapitän Aytaç Sulu, Benjamin Gorka, Michael Stegmayer, Sandro Sirigu, Jérôme Gondorf, Hanno Behrens, Marcel Heller, Milan Ivana, Dominik Stroh-Engel und Marco Sailer blieben der Mannschaft erhalten. Der einzige Stammspieler der Vorsaison, der bereits lange bevor der Darmstädter Aufstieg feststand, seinen Abgang verkündete, war Stammtorwart Jan Zimmermann, der zum Mitaufsteiger 1. FC Heidenheim wechselte. Neuer Stammtorwart wurde der 22-jährige, vom 1. FSV Mainz 05 II gekommene Christian Mathenia, der sich in der internen Frage um den Platz im Darmstädter Tor gegen den 31-jährigen Patrick Platins durchsetzte, welcher von Relegationsabsteiger Arminia Bielefeld ans Böllenfalltor wechselte und ohne Pflichtspieleinsatz blieb, ebenso wie der dritte Torhüter Marius Sauss. Von Dynamo Dresden wechselten der offensive Mittelfeldspieler Tobias Kempe und Dresdens Kapitän, Verteidiger Romain Brégerie nach Darmstadt, Mittelfeldspieler Florian Jungwirth vom VfL Bochum, ebenso wie die Verteidiger Fabian Holland von Hertha BSC und Leon Balogun von Fortuna Düsseldorf, welche auch zu Stammspielern wurden und den bestehenden Kader bereicherten. Einzig die Neuzugänge im Sturm, Ronny König vom FC Erzgebirge Aue (19 Ligaspiele, 1 Tor) und Maurice Exslager vom 1. FC Köln (12 Ligaspiele, 0 Tore) blieben hinter den Erwartungen zurück, während sich das Drittliga-Sturmduo, bestehend aus Dominik Stroh-Engel und Marco Sailer, auch in der 2. Bundesliga in einen Rausch spielte.
Die Sommervorbereitung 2014 verlief eher ernüchternd, als man nur gegen Kreisligisten und Fünftligisten gewinnen konnte und gegen den Fünftligisten TSG Balingen sowie den Erstligisten VfB Stuttgart, beide mit 1:2, verlor. Diese Ergebnisse sollten sich aber nicht in den folgenden Pflichtspielen widerspiegeln.

### Hinrunde
Nachdem man die letzten Jahre das erste Ligaspiel traditionell immer verloren hatte, gewann man in der Saison 2014/15 am 3. August 2014 das erste Spiel in der 2. Bundesliga seit 22 Jahren, zu Hause gegen den SV Sandhausen, mit 1:0 durch ein Tor von Dominik Stroh-Engel. Das erste Auswärtsspiel, gegen den FC Ingolstadt 04, endete 2:2, ehe man in der 1. Runde des DFB-Pokals 2014/15 gegen den Erstligisten VfL Wolfsburg antrat, weil man als Aufsteiger aus der 3. Liga noch im Amateurtopf gelost wurde. Vor 13.900 Zuschauern schaffte man es, ein 0:0 über die reguläre Spielzeit und die Verlängerung bis ins Elfmeterschießen zu retten. Direkt der erste Schuss durch Wolfsburgs Naldo wurde von Darmstadts Torhüter Christian Mathenia gehalten, doch auch die Darmstädter Schüsse von Maurice Exslager und Milan Ivana wurden von Wolfsburgs Max Grün gehalten, womit der VfL Wolfsburg das Erstrundenspiel und am Ende der Saison das Finale gegen Borussia Dortmund und somit den DFB-Pokal gewann.
Daraufhin konnte man sich voll auf die 2. Bundesliga konzentrieren und siegte im heimischen Stadion am Böllenfalltor gegen den VfR Aalen und den FC Erzgebirge Aue, ehe Eintracht Braunschweig am 6. Spieltag die erste Liganiederlage hinzufügte. Nach einem weiteren Sieg (4:0 gegen den FSV Frankfurt), einem Unentschieden (1:1 gegen den 1. FC Union Berlin) und einer Niederlage (1:4 gegen Fortuna Düsseldorf) sollte der SV Darmstadt 98 in dieser Zweitligasaison vom 5. Oktober 2014 bis zum Rückspiel gegen Fortuna Düsseldorf am 21. März 2015 frei von Niederlagen bleiben: Bis zur Winterpause holte die Mannschaft von Dirk Schuster noch vier Siege (gegen den 1. FC Nürnberg, RB Leipzig, FC St. Pauli und den SV Sandhausen) und sechs Unentschieden, um so überraschend auf dem zweiten Tabellenplatz zu überwintern.

### Rückrunde
Personell gab es keine Gründe, die Mannschaft wesentlich zu verändern. Aaron Berzel und Julius Biada, die ihre Leistungen nach dem Aufstieg nun in der 2. Bundesliga nicht mehr abrufen konnten, verließen den Verein. Mit Yannick Stark kehrte ein alter Bekannter aus der Liliensaison 2010/11 zurück, damals hatte der gebürtige Darmstädter großen Anteil am Darmstädter Aufstieg von der Regionalliga Süd in die 3. Liga, wechselte aber selbst in die 2. Bundesliga, wo er nun wieder für die Lilien antreten konnte. Der zweite Winterzugang in dieser Saison wurde Offensivmann Jan Rosenthal von Eintracht Frankfurt.
Am 10. Januar 2015 nahm der SV Darmstadt 98 mit einer Mischung aus Spielern der ersten Mannschaft sowie Jugendspieler am Hallenturnier „Frankfurt-Cup 2015“ in der Fraport Arena teil, in dem jeder der fünf Teilnehmer gegeneinander antrat. Nach drei Niederlagen lag man kurz vor Schluss im Spiel um Platz 3 gegen den ebenfalls sieglosen Grasshopper Club Zürich mit 4:3 vorne, ehe das Spiel wegen Ausschreitungen abgebrochen wurde. Nachdem ein Züricher Spieler den Darmstädter Michael Stegmayer am Hals würgte, kam es zu einer Rudelbildung auf dem Feld, woraufhin die Züricher Zuschauer randalierten, die Darmstädter sowie Ordner und Polizei angriffen. Es kam zu sieben Verletzten und vier Festnahmen im Zürich-Block. Der SV Darmstadt 98 mied fortan die Teilnahme an Hallenturnieren. Im Trainingslager in der Türkei verlor man 0:1 gegen FK Qairat Almaty aus der kasachischen ersten Liga, spielte 1:1 gegen den Erstligisten SC Paderborn 07 und gewann 3:0 gegen den Drittligisten Borussia Dortmund II. Gegen den SV Sandhausen, gegen den man bereits beide Ligaspiele absolviert und gewonnen hatte, gewann man auch im Testspiel am 30. Januar 2015 mit 1:0.
Zum Rückrundenauftakt gab es zwei Unentschieden, sowie einen Sieg gegen den FC Erzgebirge Aue (1:0, Torschütze Jérôme Gondorf). Das Heimspiel im Anschluss gegen Eintracht Braunschweig konnte durch ein Tor von Jan Rosenthal in der Nachspielzeit gewonnen werden. Es folgte ein 1:1 beim FSV Frankfurt und ein 5:0-Sieg gegen den 1. FC Union Berlin, ehe man am 21. März 2015 erstmals wieder ein Spiel verlor, wie zuletzt gesehen geschah dies wieder durch Fortuna Düsseldorf. Nach Spielen gegen den VfL Bochum (2:0-Sieg), 1. FC Nürnberg (1:1) und den 1. FC Heidenheim (1:1) sollte nun das Spiel bei Mitaufsteiger RB Leipzig folgen, darin ging Darmstadt in der 77. Minute durch Hanno Behrens in Führung, doch Lukas Klostermann glich in der 79. Minute wieder aus. In einer furiosen Schlussphase landete ein Eckball von Leipzig in der dritten Minute der Nachspielzeit bei deren mit nach vorne gekommenen Torhüter Fabio Coltorti, welcher die Kugel vor Darmstadts Christian Mathenia einschoss. Leipzig spielte nicht um den Aufstieg mit, aber Darmstadt wurde durch diese Niederlage am 30. Spieltag auf den vierten Tabellenplatz zurückgeworfen.
Während dem FC Ingolstadt 04 sein erster Tabellenplatz quasi nicht mehr zu nehmen war, sollte sich zwischen dem SV Darmstadt 98, dem Karlsruher SC und dem 1. FC Kaiserslautern entscheiden, wer direkt in die 1. Bundesliga aufsteigen, wer in die Relegation gehen und wer in der 2. Bundesliga bleiben würde. Es folgten nun zwei Ligaspiele gegen die direkten tabellarischen Konkurrenten um den Aufstieg: Am 31. Spieltag im Heimspiel gegen den 1. FC Kaiserslautern, dessen Trainer Kosta Runjaic zuvor von 2010 bis 2012 für Darmstadt an der Seitenlinie stand, konnten sich die Lilien in einer umkämpften Partie mit 3:2 durchsetzen und am 32. Spieltag bei KSC gewann man auch dieses wichtige Spiel mit 1:0 durch Tobias Kempe. Durch diese beiden Siege in den zwei „Sechs-Punkte-Spielen“ konnte Darmstadt am vorletzten, den 33. Spieltag bei der SpVgg Greuther Fürth den direkten Aufstieg mit einem Sieg klarmachen, doch Fürth brauchte die Punkte gegen den Abstieg und die Lilienspieler zeigten Nerven, sodass man das Spiel in Fürth mit 0:1 verlor. Die Entscheidung wurde also auf den letzten Spieltag vertagt, am dem Stadion am Böllenfalltor wie schon oft in dieser Saison mit damals 16.150 Zuschauern ausverkauft war.
Am letzten Spieltag, dem 24. Mai 2015, mussten die Fernduell-Konkurrenten Karlsruhe und Kaiserslautern auf einen erneuten Ausrutscher der Darmstädter hoffen, die wiederum mit einem Sieg sicher in die 1. Bundesliga aufsteigen konnten. Gegner am Böllenfalltor war der FC St. Pauli, der ebenso wie Fürth zuvor um den Abstieg bangen musste und auch dringend Punkte benötigte. Tatsächlich führte der Fernduell-Gegner KSC schon früh in seinem Spiel gegen den TSV 1860 München und sollte dieses auch mit 2:0 gewinnen. Auch Kaiserslautern erzielte die Führung, womit Darmstadt während des Spiels bis auf den vierten Tabellenplatz abrutschte. Auch dadurch beeinflusst spielten die Darmstädter, angesichts des extremen Drucks, sehr nervös. Nach einem lange offenen, zerfahrenen Spiel gelang Tobias Kempe in der 71. Minute die Erlösung, als er einen direkten Freistoß aus weiter Entfernung direkt ins Tor schießen konnte. Dies löste alle Knoten bei den Spielern und Darmstadt verwaltete das Ergebnis souverän bis zum Schlusspfiff. St. Pauli bangte um den Klassenerhalt, konnte diesen aufgrund der Ergebnisse auf den anderen Plätzen aber dann doch zusammen mit den aufsteigenden Lilien feiern. Die Darmstädter Zuschauer sangen lautstark „Wir steigen auf und ihr bleibt drin“, woraufhin der Gästeblock immer wieder mit „Wir bleiben drin und ihr steigt auf“ antwortete. Zum Aufstieg in die 1. Bundesliga 2015/16 feierten die Fans das Ereignis traditionell mit einem Platzsturm. Zum Leidwesen des Karlsruher SC, welcher schließlich den dritten Platz belegte, aber in der Relegation am Hamburger SV scheiterte und dem viertplatzierten 1. FC Kaiserslautern.

## Personalien

### Sportliche Leitung und Vereinsführung
| Name                      | Funktion                                                   |                           |
| Trainer- und Betreuerstab | Trainer- und Betreuerstab                                  | Trainer- und Betreuerstab |
| ------------------------- | ---------------------------------------------------------- | ------------------------- |
| Dirk Schuster             | Cheftrainer                                                |                           |
| Sascha Franz              | Co-Trainer                                                 |                           |
| Dimo Wache                | Torwarttrainer                                             |                           |
| Dr. med. Michael Weingart | Mannschaftsarzt                                            |                           |
| Dirk Schmitt              | Physiotherapeut                                            |                           |
| Helmut Koch               | Betreuer                                                   |                           |
| Utz Pfeiffer              | Betreuer                                                   |                           |
| Präsidium                 |                                                            |                           |
| Rüdiger Fritsch           | Präsident                                                  |                           |
| Markus Pfitzner           | Vize-Präsident                                             |                           |
| Volker Harr               | Vize-Präsident                                             |                           |
| Tom Eilers                | Lizenzspielerbereich                                       |                           |
| Anne Baumann              | Finanzen                                                   |                           |
| Wolfgang Arnold           | Amateurabteilungen, Infrastruktur, Logistik und Sicherheit |                           |
| Uwe Kuhl                  | Sportliche Entwicklung und Nachwuchsleistungszentrum       |                           |

### Kader
| Kader Saison 2014/15 | Kader Saison 2014/15 | Kader Saison 2014/15 | Kader Saison 2014/15 | Kader Saison 2014/15 | Kader Saison 2014/15 | Kader Saison 2014/15 |
| Nr.                  | Spieler              | Nat.                 | Geburtsdatum         | vorheriger Verein    | Ligaspiele           | Ligatore             |
| Torhüter             | Torhüter             | Torhüter             | Torhüter             | Torhüter             | Torhüter             | Torhüter             |
| -------------------- | -------------------- | -------------------- | -------------------- | -------------------- | -------------------- | -------------------- |
| 01                   | Patrick Platins      | Deutschland          | 19.04.1983           | Arminia Bielefeld    | 0                    | 0                    |
| 31                   | Christian Mathenia   | Deutschland          | 31.03.1992           | 1. FSV Mainz 05      | 34                   | 0                    |
| 33                   | Marius Sauss         | Deutschland          | 05.08.1992           | VfL Wolfsburg        | 0                    | 0                    |
| Abwehr               |                      |                      |                      |                      |                      |                      |
| 03                   | Michael Stegmayer    | Deutschland          | 12.01.1985           | SpVgg Unterhaching   | 12                   | 0                    |
| 04                   | Aytaç Sulu           | Turkei               | 11.12.1985           | SCR Altach           | 31                   | 4                    |
| 05                   | Benjamin Gorka       | Deutschland          | 15.04.1984           | VfR Aalen            | 19                   | 0                    |
| 14                   | Leon Balogun         | Nigeria              | 28.06.1988           | Fortuna Düsseldorf   | 21                   | 4                    |
| 18                   | Romain Brégerie      | Frankreich           | 09.08.1986           | Dynamo Dresden       | 33                   | 6                    |
| 21                   | Sandro Sirigu        | Italien              | 07.10.1988           | 1. FC Heidenheim     | 21                   | 0                    |
| 22                   | Aaron Berzel         | Deutschland          | 29.05.1992           | SV Babelsberg 03     | 3                    | 0                    |
| 32                   | Fabian Holland       | Deutschland          | 11.07.1990           | Hertha BSC           | 26                   | 1                    |
| 36                   | Janik Bachmann       | Deutschland          | 06.05.1996           | Eintracht Frankfurt  | 0                    | 0                    |
| 37                   | Timon Fröhlich       | Deutschland          | 02.05.1996           | Eigene Jugend        | 0                    | 0                    |
| Mittelfeld           |                      |                      |                      |                      |                      |                      |
| 06                   | Julius Biada         | Deutschland          | 03.11.1992           | FC Schalke 04        | 0                    | 0                    |
| 08                   | Jérôme Gondorf       | Deutschland          | 26.06.1988           | Stuttgarter Kickers  | 30                   | 3                    |
| 11                   | Tobias Kempe         | Deutschland          | 27.06.1989           | Dynamo Dresden       | 24                   | 4                    |
| 17                   | Hanno Behrens        | Deutschland          | 26.03.1990           | Hamburger SV         | 31                   | 5                    |
| 20                   | Marcel Heller        | Deutschland          | 12.02.1986           | Alemannia Aachen     | 33                   | 3                    |
| 23                   | Florian Jungwirth    | Deutschland          | 27.01.1989           | VfL Bochum           | 27                   | 0                    |
| 25                   | Yannick Stark        | Deutschland          | 28.10.1990           | TSV 1860 München     | 3                    | 0                    |
| 26                   | Serkan Firat         | Turkei               | 02.05.1994           | Ober-Roden           | 0                    | 0                    |
| 27                   | Milan Ivana          | Slowakei             | 26.11.1983           | SV Wehen Wiesbaden   | 22                   | 1                    |
| 28                   | Jan Rosenthal        | Deutschland          | 07.04.1986           | Eintracht Frankfurt  | 9                    | 1                    |
| 38                   | Marco Komenda        | Kroatien             | 26.11.1996           | TSG Messel           | 0                    | 0                    |
| Angriff              |                      |                      |                      |                      |                      |                      |
| 07                   | Marco Sailer         | Deutschland          | 16.11.1985           | 1. FC Heidenheim     | 28                   | 1                    |
| 09                   | Dominik Stroh-Engel  | Deutschland          | 27.11.1985           | SV Wehen Wiesbaden   | 33                   | 9                    |
| 10                   | Maurice Exslager     | Deutschland          | 12.02.1991           | 1. FC Köln           | 12                   | 0                    |
| 13                   | Ronny König          | Deutschland          | 02.06.1982           | FC Erzgebirge Aue    | 19                   | 1                    |

### Transfers

#### Transfers Winter 2014/15
| Jan Rosenthal | Eintracht Frankfurt a. |
| Yannick Stark | TSV 1860 München       |

| Aaron Berzel | Preußen Münster |
| Julius Biada | SC Fortuna Köln |

#### Transfers Sommer 2014
| Janik Bachmann     | SV Darmstadt 98 U19 |
| Leon Balogun       | Fortuna Düsseldorf  |
| Romain Brégerie    | Dynamo Dresden      |
| Maurice Exslager   | 1. FC Köln a.       |
| Timon Fröhlich     | SV Darmstadt 98 U19 |
| Fabian Holland     | Hertha BSC a.       |
| Tobias Kempe       | Dynamo Dresden      |
| Ronny König        | FC Erzgebirge Aue   |
| Marco Komenda      | SV Darmstadt 98 U19 |
| Florian Jungwirth  | VfL Bochum          |
| Christian Mathenia | 1. FSV Mainz 05 II  |
| Patrick Platins    | Arminia Bielefeld   |
| Marius Sauss       | VfL Wolfsburg II    |

| Benjamin Baier    | Rot-Weiss Essen         |
| Steven Braunsdorf | FSV Zwickau             |
| Elton da Costa    | 1. FCA Darmstadt        |
| Uwe Hesse         | SSV Jahn Regensburg     |
| Josip Landeka     | SG Sonnenhof Großaspach |
| Benjamin Maas     | Wormatia Worms          |
| Julian Ratei      | SV Waldhof Mannheim     |
| David Salfeld     | 1. FC Saarbrücken       |
| Markus Ziereis    | FSV Frankfurt w.a.      |
| Jan Zimmermann    | 1. FC Heidenheim        |

## Spiele

### 2. Bundesliga
Die Tabelle listet alle Spiele des Vereins in der 2. Fußball-Bundesliga 2014/15 auf. Siege sind grün, Unentschieden sind gelb und Niederlagen sind rot hinterlegt.
| ST | Datum              | Gegner                 | Platz    | Ort                                           | Zuschauer | Ergebnis  | Tore                                                                                                   |
| -- | ------------------ | ---------------------- | -------- | --------------------------------------------- | --------- | --------- | --- |
| 1  | 3. August 2014     | SV Sandhausen          | Heim     | Merck-Stadion am Böllenfalltor, Darmstadt     | 13.400    | 1:0 (1:0) | 1:0 Stroh-Engel (36., Elfmeter)                                                                        |
| 2  | 10. August 2014    | FC Ingolstadt 04       | Auswärts | Audi-Sportpark, Ingolstadt                    | 9.000     | 2:2 (1:1) | 0:1 Brégerie (16.), 1:1 Lex (22.), 1:2 Stroh-Engel (74.), 2:2 Lappe (90.+3.)                           |
| 3  | 24. August 2014    | VfR Aalen              | Heim     | Merck-Stadion am Böllenfalltor, Darmstadt     | 9.200     | 2:0 (0:0) | 1:0 Behrens (59.), 2:0 Stroh-Engel (71.)                                                               |
| 4  | 31. August 2014    | TSV 1860 München       | Auswärts | Allianz Arena, München                        | 19.300    | 1:1 (0:1) | 0:1 Stroh-Engel (31.), 1:1 Okotie (54.)                                                                |
| 5  | 13. September 2014 | FC Erzgebirge Aue      | Heim     | Merck-Stadion am Böllenfalltor, Darmstadt     | 11.100    | 2:0 (1:0) | 1:0 Heller (42.), 2:0 Stroh-Engel (68.)                                                                |
| 6  | 19. September 2014 | Eintracht Braunschweig | Auswärts | Eintracht-Stadion, Braunschweig               | 21.805    | 2:0 (1:0) | 1:0 Nielsen (34.), 2:0 Kruppke (90.+4)                                                                 |
| 7  | 24. September 2014 | FSV Frankfurt          | Heim     | Merck-Stadion am Böllenfalltor, Darmstadt     | 12.400    | 4:0 (3:0) | 1:0 Brégerie (16.), 2:0 Sulu (32.), 3:0 Gondorf (34.), 4:0 Sulu (85.)                                  |
| 8  | 27. September 2014 | 1. FC Union Berlin     | Auswärts | Stadion An der Alten Försterei, Berlin        | 18.124    | 1:1 (0:0) | 0:1 Heller (73.), 1:1 Quiring (85.)                                                                    |
| 9  | 5. Oktober 2014    | Fortuna Düsseldorf     | Heim     | Merck-Stadion am Böllenfalltor, Darmstadt     | 16.150    | 1:4 (0:2) | 0:1 Pohjanpalo (12.), 0:2 Pohjanpalo (26.), 1:2 Kempe (46.), 1:3 Benschop (47.), 1:4 Pohjanpalo (57.)  |
| 10 | 17. Oktober 2014   | VfL Bochum             | Auswärts | RewirpowerSTADION, Bochum                     | 19.618    | 1:1 (0:1) | 0:1 Brégerie (10.), 1:1 Forssell (90.+5)                                                               |
| 11 | 27. Oktober 2014   | 1. FC Nürnberg         | Heim     | Merck-Stadion am Böllenfalltor, Darmstadt     | 16.150    | 3:0 (1:0) | 1:0 Stroh-Engel (39.), 2:0 Balogun (70.), 3:0 Kempe (82.)                                              |
| 12 | 1. November 2014   | 1. FC Heidenheim       | Auswärts | Voith-Arena, Heidenheim an der Brenz          | 12.000    | 1:1 (1:1) | 0:1 Stroh-Engel (8.), 1:1 Morabit (37.)                                                                |
| 13 | 8. November 2014   | RB Leipzig             | Heim     | Merck-Stadion am Böllenfalltor, Darmstadt     | 14.400    | 1:0 (1:0) | 1:0 Stroh-Engel (5.)                                                                                   |
| 14 | 21. November 2014  | 1. FC Kaiserslautern   | Auswärts | Fritz-Walter-Stadion, Kaiserslautern          | 36.013    | 0:0 (0:0) | — |
| 15 | 28. November 2014  | Karlsruher SC          | Heim     | Merck-Stadion am Böllenfalltor, Darmstadt     | 15.200    | 0:0 (0:0) | — |
| 16 | 9. Dezember 2014   | SpVgg Greuther Fürth   | Heim     | Merck-Stadion am Böllenfalltor, Darmstadt     | 11.200    | 0:0 (0:0) | — |
| 17 | 14. Dezember 2014  | FC St. Pauli           | Auswärts | Millerntor-Stadion, Hamburg-St. Pauli         | 22.500    | 0:1 (0:0) | 0:1 Holland (86.)                                                                                      |
| 18 | 17. Dezember 2014  | SV Sandhausen          | Auswärts | Hardtwaldstadion, Sandhausen                  | 5.096     | 1:2 (0:1) | 0:1 Stiefler (15., Eigentor), 1:1 Bouhaddouz (63.), 1:2 Behrens (86.)                                  |
| 19 | 21. Dezember 2014  | FC Ingolstadt 04       | Heim     | Merck-Stadion am Böllenfalltor, Darmstadt     | 14.300    | 2:2 (1:2) | 1:0 Behrens (7.), 1:1 Groß (20.), 1:2 Lex (40.), 2:2 Heller (54.)                                      |
| 20 | 6. Februar 2015    | VfR Aalen              | Auswärts | Scholz-Arena, Aalen                           | 5.287     | 0:0 (0:0) | — |
| 21 | 15. Februar 2015   | TSV 1860 München       | Heim     | Merck-Stadion am Böllenfalltor, Darmstadt     | 15.600    | 1:1 (0:1) | 0:1 Bandowski (26.), 1:1 Balogun (83.)                                                                 |
| 22 | 20. Februar 2015   | FC Erzgebirge Aue      | Auswärts | Sparkassen-Erzgebirgsstadion, Aue-Bad Schlema | 9.000     | 0:1 (0:0) | 0:1 Gondorf (83.)                                                                                      |
| 23 | 27. Februar 2015   | Eintracht Braunschweig | Heim     | Merck-Stadion am Böllenfalltor, Darmstadt     | 13.600    | 1:0 (0:0) | 1:0 Rosenthal (90.+2)                                                                                  |
| 24 | 8. März 2015       | FSV Frankfurt          | Auswärts | Volksbank-Stadion, Frankfurt am Main          | 12.542    | 1:1 (0:0) | 1:0 Dedič (65.), 1:1 Gondorf (76.)                                                                     |
| 25 | 13. März 2015      | 1. FC Union Berlin     | Heim     | Merck-Stadion am Böllenfalltor, Darmstadt     | 15.000    | 5:0 (2:0) | 1:0 Balogun (34.), 2:0 Brégerie (45.+2, Elfmeter), 3:0 Ivana (56.), 4:0 Sulu (80.), 5:0 Sulu (83.)     |
| 26 | 21. März 2015      | Fortuna Düsseldorf     | Auswärts | Esprit-Arena, Düsseldorf                      | 28.658    | 2:0 (1:0) | 1:0 Benschop (44., Elfmeter), 2:0 Benschop (66.)                                                       |
| 27 | 5. April 2015      | VfL Bochum             | Heim     | Merck-Stadion am Böllenfalltor, Darmstadt     | 16.000    | 2:0 (1:0) | 1:0 Brégerie (22.), 2:0 Balogun (77.)                                                                  |
| 28 | 10. April 2015     | 1. FC Nürnberg         | Auswärts | Grundig-Stadion, Nürnberg                     | 30.648    | 1:1 (1:0) | 1:0 Burgstaller (34.), 1:1 Sailer (73.)                                                                |
| 29 | 19. April 2015     | 1. FC Heidenheim       | Heim     | Merck-Stadion am Böllenfalltor, Darmstadt     | 14.300    | 1:1 (0:0) | 1:0 Stroh-Engel (64., Elfmeter), 1:1 Niederlechner (77.)                                               |
| 30 | 24. April 2015     | RB Leipzig             | Auswärts | Red Bull Arena, Leipzig                       | 25.336    | 2:1 (0:0) | 0:1 Behrens (77.), 1:1 Klostermann (79.), 2:1 Coltorti (90.+3)                                         |
| 31 | 2. Mai 2015        | 1. FC Kaiserslautern   | Heim     | Merck-Stadion am Böllenfalltor, Darmstadt     | 16.150    | 3:2 (3:1) | 0:1 Demirbay (13.), 1:1 Brégerie (19., Elfmeter), 2:1 König (22.), 3:1 Behrens (40.), 3:2 Stöger (88.) |
| 32 | 11. Mai 2015       | Karlsruher SC          | Auswärts | Wildparkstadion, Karlsruhe                    | 27.476    | 0:1 (0:0) | 0:1 Kempe (66.)                                                                                        |
| 33 | 17. Mai 2015       | SpVgg Greuther Fürth   | Auswärts | Stadion am Laubenweg, Fürth                   | 17.500    | 1:0 (0:0) | 1:0 Stiepermann (61.)                                                                                  |
| 34 | 24. Mai 2015       | FC St. Pauli           | Heim     | Merck-Stadion am Böllenfalltor, Darmstadt     | 16.150    | 1:0 (0:0) | 1:0 Kempe (71.)                                                                                        |

### DFB-Pokal
Als Zweitligist war der SV Darmstadt 98 automatisch für den DFB-Pokal 2014/15, qualifiziert, in der 1. Runde jedoch als Aufsteiger noch im Amateur-Topf vertreten. So trat man direkt gegen den späteren Pokalsieger VfL Wolfsburg an und schaffte es, ein 0:0 über die reguläre Spielzeit und die Verlängerung bis ins Elfmeterschießen zu retten. Direkt der erste Schuss durch Wolfsburgs Naldo wurde von Darmstadts Torhüter Christian Mathenia gehalten, doch auch die Darmstädter Schüsse von Maurice Exslager und Milan Ivana wurden von Wolfsburgs Max Grün gehalten, womit der VfL Wolfsburg das Erstrundenspiel und am Ende der Saison das Finale gegen Borussia Dortmund und somit den DFB-Pokal gewann.
| Runde    | Datum           | Gegner        | Liga des Gegners | Platz | Ort                                       | Zuschauer | Ergebnis                  | Tore |
| -------- | --------------- | ------------- | ---------------- | ----- | ----------------------------------------- | --------- | ------------------------- | --- |
| 1. Runde | 17. August 2014 | VfL Wolfsburg | 1. Bundesliga    | Heim  | Merck-Stadion am Böllenfalltor, Darmstadt | 13.900    | 4:5 n. V. (0:0, 0:0, 0:0) | Elfmeterschießen: 1:0 Brégerie, 1:1 Dost, 2:1 Behrens, 2:2 Rodríguez, 3:2 Holland, 3:3 De Bruyne, 3:4 Olić, 4:4 Stroh-Engel, 4:5 Vieirinha |

### Hallenturnier
Am 10. Januar 2015 nahm der SV Darmstadt 98 mit einer Mischung aus Spielern der ersten Mannschaft sowie Jugendspieler am Hallenturnier „Frankfurt-Cup 2015“ in der Fraport Arena teil, in dem jeder der fünf Teilnehmer gegeneinander antrat. Nach drei Niederlagen lag man kurz vor Schluss im Spiel um Platz 3 gegen den ebenfalls sieglosen Grasshopper Club Zürich mit 4:3 vorne, ehe das Spiel wegen Ausschreitungen abgebrochen wurde. Nachdem ein Züricher Spieler den Darmstädter Michael Stegmayer am Hals würgte, kam es zu einer Rudelbildung auf dem Feld, woraufhin die Züricher Zuschauer randalierten, die Darmstädter sowie Ordner und Polizei angriffen. Es kam zu sieben Verletzten und vier Festnahmen im Zürich-Block. Der SV Darmstadt 98 mied fortan die Teilnahme an Hallenturnieren.
| Datum           | Gegner                  | Liga des Gegners  | Platz   | Ort                              | Zuschauer | Ergebnis | Tore                                                  |
| --------------- | ----------------------- | ----------------- | ------- | -------------------------------- | --------- | -------- | ----------------------------------------------------- |
| 10. Januar 2015 | SpVgg Greuther Fürth    | 2. Bundesliga     | Neutral | Fraport Arena, Frankfurt am Main | 5.000     | 0:3      | gegnerische Torschützen unbekannt                     |
| 10. Januar 2015 | FSV Frankfurt           | 2. Bundesliga     | Neutral | Fraport Arena, Frankfurt am Main | 5.000     | 0:5      | gegnerische Torschützen unbekannt                     |
| 10. Januar 2015 | Eintracht Frankfurt     | 1. Bundesliga     | Neutral | Fraport Arena, Frankfurt am Main | 5.000     | 2:5      | Jungwirth, Behrens, gegnerische Torschützen unbekannt |
| 10. Januar 2015 | Grasshopper Club Zürich | Super League (I.) | Neutral | Fraport Arena, Frankfurt am Main | 5.000     | 4:3      | Stegmayer, Firat, gegnerische Torschützen unbekannt   |

### Testspiele
Diese Tabelle führt die ausgetragenen Testspiele des Vereins in der Saison 2014/15 auf. Siege sind grün, Unentschieden sind gelb und Niederlagen sind rot hinterlegt.
| Datum           | Gegner               | Liga des Gegners                | Platz    | Ort                                               | Zuschauer | Ergebnis   | Tore |
| --------------- | -------------------- | ------------------------------- | -------- | ------------------------------------------------- | --------- | ---------- | --- |
| 21. Juni 2014   | SV Traisa            | Kreisoberliga Darmstadt (VIII.) | Auswärts | Sportanlage Am Roten Berg, Traisa                 | 600       | 0:11 (0:7) | 0:1 Amouzouvi (1.), 0:2 Stroh-Engel (11.), 0:3 Ljubičić (26.), 0:4 Stegmayer (27.), 0:5 Amouzouvi (34.), 0:6 Amouzouvi (37.), 0:7 Stroh-Engel (39., Elfmeter), 0:8 Stroh-Engel (56.), 0:9 Stroh-Engel (60.), 0:10 Erwig-Drüppel (80.), 0:11 Ljubičić (90.)                  |
| 22. Juni 2014   | SV Erzhausen         | Kreisliga A Darmstadt (IX.)     | Auswärts | Sportanlage Heinrichstraße, Erzhausen             | 547       | 0:14 (0:4) | 0:1 Ljubičić (18.), 0:2 Ljubičić (24.), 0:3 Biada (39.), 0:4 Heller (45.), 0:5 Behrens (49.), 0:6 Heller (51.), 0:7 Minkwitz (53.), 0:8 Amouzouvi (62.), 0:9 Bachmann (66.), 0:10 Biada (76.), 0:11 Heller (80.), 0:12 Gondorf (83.), 0:13 Behrens (86.), 0:14 Heller (88.) |
| 28. Juni 2014   | Rot-Weiß Darmstadt   | Hessenliga (V.)                 | Auswärts | Waldsportpark, Darmstadt                          | 700       | 0:4 (0:4)  | 0:1 Stroh-Engel (5.), 0:2 Stroh-Engel (12., Elfmeter), 0:3 Biada (20.), 0:4 Firat (25.) |
| 8. Juli 2014    | Kehler FV            | Oberliga Baden-Württemberg (V.) | Neutral  | Sportgelände Klosterreichenbach                   | 500       | 0:1 (0:0)  | 0:1 Exslager (85.) |
| 11. Juli 2014   | TSG Balingen         | Oberliga Baden-Württemberg (V.) | Neutral  | Sportanlage Wickenäcker, Dettlingen               | 400       | 1:2 (0:0)  | 0:1 Wiest (49.), 0:2 Pflumm (52.), 1:2 Heller (75.) |
| 16. Juli 2014   | VfB Stuttgart        | 1. Bundesliga                   | Neutral  | Wiesental-Stadion, Brackenheim                    | 1.200     | 1:2 (0:0)  | 0:1 Rojas (49.), 0:2 Maxim (67.), 1:2 Gondorf (86.) |
| 9. Oktober 2014 | 1. FSV Mainz 05      | 1. Bundesliga                   | Heim     | Merck-Stadion am Böllenfalltor, Darmstadt         | 1.500     | 0:2 (0:2)  | 0:1 Jairo (8.), 0:2 Saller (16.) |
| 17. Januar 2015 | FK Qairat Almaty     | Premjer-Liga (I.)               | Neutral  | Sportplatz Antalya                                | 200       | 0:1 (0:1)  | 0:1 (26.) |
| 20. Januar 2015 | SC Paderborn 07      | 1. Bundesliga                   | Neutral  | Sportplatz Belek                                  | 300       | 1:1 (0:0)  | 0:1 Kachunga (52.), 1:1 Gorka (68.) |
| 24. Januar 2015 | Borussia Dortmund II | 3. Liga                         | Neutral  | Sportplatz Antalya                                | 150       | 3:0 (2:0)  | 1:0 Sulu (23.), 2:0 König (34.), 3:0 Sirigu (58.) |
| 30. Januar 2015 | SV Sandhausen        | 2. Bundesliga                   | Heim     | Merck-Stadion am Böllenfalltor, Darmstadt         | 600       | 1:0 (0:0)  | 1:0 Gondorf (59.) |
| 26. März 2015   | 1. FSV Mainz 05 II   | 3. Liga                         | Neutral  | Sportplatz in der Ortsmitte, Ginsheim-Gustavsburg | 200       | 3:3 (0:1)  | 0:1 Soto (43.), 1:1 Sailer (50.), 2:1 König (63.), 2:2 Pröger (65.), 3:2 Kempe (74.), 3:3 Dorow (76.) |

## Saisonverlauf
| Spieltag | 1 | 2 | 3 | 4 | 5 | 6 | 7 | 8 | 9 | 10 | 11 | 12 | 13 | 14 | 15 | 16 | 17 | 18 | 19 | 20 | 21 | 22 | 23 | 24 | 25 | 26 | 27 | 28 | 29 | 30 | 31 | 32 | 33 | 34 |
| -------- | - | - | - | - | - | - | - | - | - | -- | -- | -- | -- | -- | -- | -- | -- | -- | -- | -- | -- | -- | -- | -- | -- | -- | -- | -- | -- | -- | -- | -- | -- | -- |
| Spielort | H | A | H | A | H | A | H | A | H | A  | H  | A  | H  | A  | H  | H  | A  | A  | H  | A  | H  | A  | H  | A  | H  | A  | H  | A  | H  | A  | H  | A  | A  | H  |
| Resultat | S | U | S | U | S | N | S | U | N | U  | S  | U  | S  | U  | U  | U  | S  | S  | U  | U  | U  | S  | S  | U  | S  | N  | S  | U  | U  | N  | S  | S  | N  | S  |
| Platz    | 3 | 6 | 3 | 5 | 3 | 6 | 1 | 3 | 6 | 6  | 4  | 4  | 3  | 3  | 3  | 4  | 3  | 2  | 3  | 4  | 4  | 3  | 2  | 2  | 2  | 3  | 3  | 3  | 3  | 4  | 3  | 2  | 2  | 2  |

Legende: Spielort: H = Heim; A = Auswärts. Resultat: S = Sieg; U = Unentschieden; N = Niederlage

## Abschlusstabelle

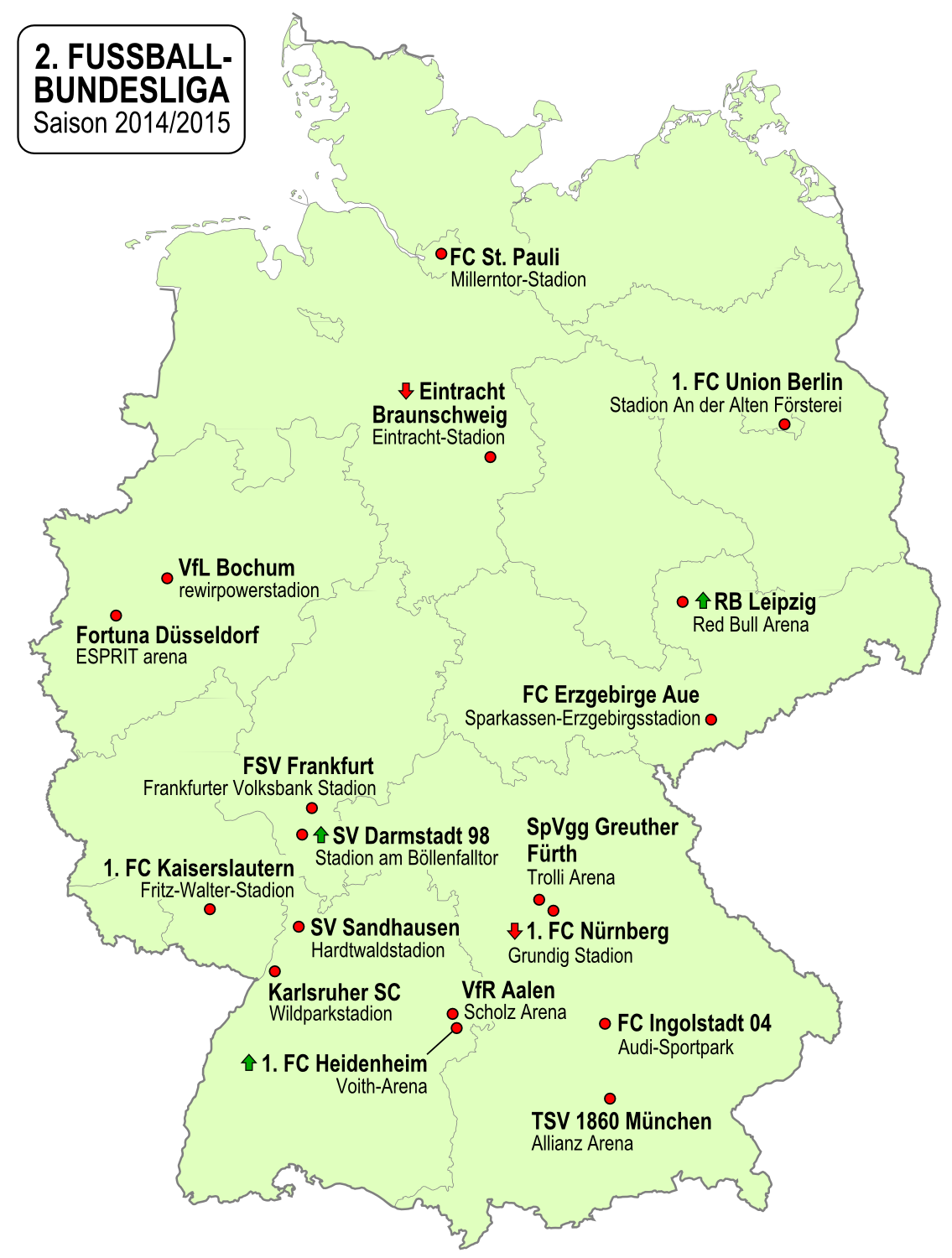
Teilnehmende Vereine der 2. Bundesliga Saison 2014/15

| Pl. | Verein                     | Sp. | S  | U  | N  | Tore    | Diff. | Punkte |
| --- | -------------------------- | --- | -- | -- | -- | ------- | ----- | ------ |
| 1.  | FC Ingolstadt 04           | 34  | 17 | 13 | 4  | 053:320 | +21   | 64     |
| 2.  | SV Darmstadt 98 (N)        | 34  | 15 | 14 | 5  | 044:260 | +18   | 59     |
| 3.  | Karlsruher SC              | 34  | 15 | 13 | 6  | 046:260 | +20   | 58     |
| 4.  | 1. FC Kaiserslautern       | 34  | 14 | 14 | 6  | 045:310 | +14   | 56     |
| 5.  | RB Leipzig (N)             | 34  | 13 | 11 | 10 | 039:310 | +8    | 50     |
| 6.  | Eintracht Braunschweig (A) | 34  | 15 | 5  | 14 | 044:410 | +3    | 50     |
| 7.  | 1. FC Union Berlin         | 34  | 12 | 11 | 11 | 046:510 | −5    | 47     |
| 8.  | 1. FC Heidenheim (N)       | 34  | 12 | 10 | 12 | 049:440 | +5    | 46     |
| 9.  | 1. FC Nürnberg (A)         | 34  | 13 | 6  | 15 | 042:470 | −5    | 45     |
| 10. | Fortuna Düsseldorf         | 34  | 11 | 11 | 12 | 048:520 | −4    | 44     |
| 11. | VfL Bochum                 | 34  | 9  | 15 | 10 | 053:550 | −2    | 42     |
| 12. | SV Sandhausen 1            | 34  | 10 | 12 | 12 | 032:370 | −5    | 39     |
| 13. | FSV Frankfurt              | 34  | 10 | 9  | 15 | 041:530 | −12   | 39     |
| 14. | SpVgg Greuther Fürth (R↑)  | 34  | 8  | 13 | 13 | 034:420 | −8    | 37     |
| 15. | FC St. Pauli               | 34  | 10 | 7  | 17 | 040:510 | −11   | 37     |
| 16. | TSV 1860 München           | 34  | 9  | 9  | 16 | 041:510 | −10   | 36     |
| 17. | FC Erzgebirge Aue          | 34  | 9  | 9  | 16 | 032:470 | −15   | 36     |
| 18. | VfR Aalen 2                | 34  | 7  | 12 | 15 | 034:460 | −12   | 31     |

| Zum Saisonende 2014/15: Aufsteiger in die Bundesliga 2015/16: FC Ingolstadt 04, SV Darmstadt 98 Teilnehmer an den Relegationsspielen zur Bundesliga 2015/16: Karlsruher SC Teilnehmer an den Relegationsspielen gegen den Drittplatzierten der 3. Liga 2014/15: TSV 1860 München Abstieg in die 3. Liga 2015/16: FC Erzgebirge Aue, VfR Aalen |                                                                                    |
| Zum Saisonende 2013/14: |                                                                                    |
| (A) | Absteiger aus der 1. Bundesliga 2013/14: 1. FC Nürnberg und Eintracht Braunschweig |
| (R↑) | Verlierer der Relegation zur Bundesliga 2013/14: SpVgg Greuther Fürth              |
| (N) | Aufsteiger aus der 3. Liga 2013/14: 1. FC Heidenheim, RB Leipzig, SV Darmstadt 98  |

## Zuschauerzahlen
Folgende Tabelle bietet einen Vergleich der Zuschauerzahlen der Heim- und Auswärtsspiele des SV Darmstadt 98 im Ligabetrieb dieser Saison. Die Vereine sind nach Austragungsreihenfolge der Heimspiele nach Spieltag sortiert.
| Gegner in Heimspielreihenfolge | Heimspiel | Auswärtsspiel | Austragungsort beim Auswärtsspiel                     |
| ------------------------------ | --------- | ------------- | ----------------------------------------------------- |
| 1. SV Sandhausen               | 13.400    | 05.096        | Hardtwaldstadion, Sandhausen                          |
| 2. VfR Aalen                   | 09.200    | 05.287        | Scholz-Arena, Aalen                                   |
| 3. FC Erzgebirge Aue           | 11.100    | 09.000        | Sparkassen-Erzgebirgsstadion, Aue-Bad Schlema         |
| 4. FSV Frankfurt               | 12.400    | 12.542        | Volksbank-Stadion, Frankfurt am Main                  |
| 5. Fortuna Düsseldorf          | 16.150    | 28.658        | Esprit-Arena, Düsseldorf                              |
| 6. 1. FC Nürnberg              | 16.150    | 30.648        | Grundig-Stadion, Nürnberg                             |
| 7. RB Leipzig                  | 14.400    | 25.336        | Red Bull Arena, Leipzig                               |
| 8. Karlsruher SC               | 15.200    | 27.476        | Wildparkstadion, Karlsruhe                            |
| 9. SpVgg Greuther Fürth        | 11.200    | 17.500        | Stadion am Laubenweg, Fürth                           |
| 10. FC Ingolstadt 04           | 14.300    | 09.000        | Audi-Sportpark, Ingolstadt                            |
| 11. TSV 1860 München           | 15.600    | 19.300        | Allianz Arena, München                                |
| 12. Eintracht Braunschweig     | 13.600    | 21.805        | Eintracht-Stadion, Braunschweig                       |
| 13. 1. FC Union Berlin         | 15.000    | 18.124        | Stadion An der Alten Försterei, Berlin                |
| 14. VfL Bochum                 | 16.000    | 19.618        | RewirpowerSTADION, Bochum                             |
| 15. 1. FC Heidenheim           | 14.300    | 12.000        | Voith-Arena, Heidenheim an der Brenz                  |
| 16. 1. FC Kaiserslautern       | 16.150    | 36.013        | Fritz-Walter-Stadion, Kaiserslautern                  |
| 17. FC St. Pauli               | 16.150    | 22.500        | Millerntor-Stadion, Hamburg-St. Pauli                 |
| Im Schnitt:                    | 14.135    | 18.818        | Heimspiele: Merck-Stadion am Böllenfalltor, Darmstadt |